# Leasing Operativo
El Leasing operativo es un tipo de contrato de arrendamiento, leasing o alquiler efectuado por una empresa para acceder a los activos que necesita preservando su rentabilidad. Ocasionalmente y dependiendo de la empresa, el leasing operativo puede contar con un servicio necesario para el funcionamiento del activo alquilado.

## Características del leasing operativo
El leasing operativo es una modalidad de alquiler contemplada para favorecer a la rentabilidad de una empresa. Es por ello precisamente que es exclusiva para empresas y no cualquier bien puede ser arrendado mediante un leasing operativo. Este debe ser específicamente un activo empresarial (que contribuya al crecimiento de la empresa). Por esta razón, los bienes arrendados son normalmente bienes considerados durables como el uso de automóviles en compañías mineras o vehículos de tracción en la industria de construcción.
Otra característica de este tipo de alquiler de activos es que la empresa que arrienda nunca deja de ser propietaria del bien. Por ello, esta se hace responsable del coste de instalación, mantenimiento y funcionamiento del activo. No obstante, en caso la empresa que arrenda dañe el bien durante su uso, la empresa arrendadora, dependiendo de las estipulaciones del contrato, puede exigir el pago de los costes de arreglo o costes derivados de la reparación del activo.

## Beneficios del leasing operativo
Con el leasing operativo, las empresas no tienen que invertir grandes sumas en la adquisición de activos, lo cual ocasiona que estas incurran en un menor margen de deuda y tengan capacidad de respuesta ante otros nuevos escenarios y desafíos que se les puedan presentar en el curso de su trayectoria. 
Es decir, el leasing operativo favorece a la rentabilidad de una compañía al permitirle desentenderse de la operatividad y gastos administrativos que genera un activo.
Adicionalmente, dependiendo del tipo de contrato y activo en arrendamiento, la empresa arrendadora puede incluir un servicio necesario al funcionamiento y operatividad del bien. Por ejemplo, en el caso de una empresa de alquiler de autos, puede ofrecer incluir el soporte mecánico; en una empresa de alquiler de laptops, se puede incluir el soporte técnico, etc.

## Diferencias entre leasing financiero y leasing operativo
El leasing operativo se diferencia del leasing financiero en que mientras el primero ofrece un servicio que acompaña al alquiler, el segundo ofrece la posibilidad de comprarlo con notables beneficios fiscales. En ese sentido, si bien ambos son beneficiosos para una empresa, solo el leasing financiero permite a la empresa hacerse dueña del bien. De otro lado, si bien el leasing operativo no permite adquirir el bien (salvo se negocie con la empresa arrendadora), brinda un servicio de respaldo que garantiza la operatividad del activo en alquiler.